# University of Tulsa

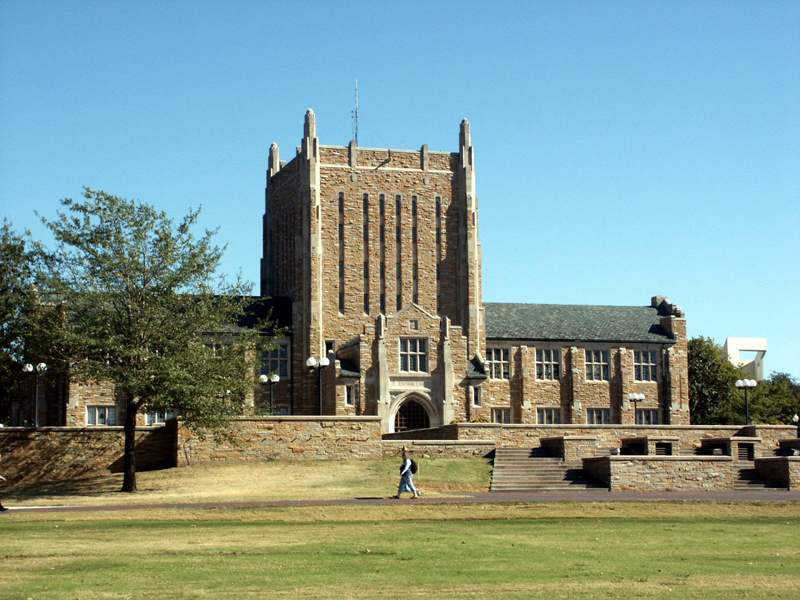
Universitetsbibliotekets byggnad, McFarlin Library

University of Tulsa är ett privat universitet i Tulsa, Oklahoma, USA.
Universitetet är traditionellt kopplat till presbyterianska kyrkan och grundades 1894 i Muskogee som Henry Kendall College, utdelade Oklahomas första högskolexamen 1898 och flyttade 1907 till Tulsa. Namnbytet till Tulsa University skedde 1920.